# Prišnjak Veli
Koordinati:   43°44′23″N, 15°24′08″E
Prišnjak Veli je nenaseljen otoček v Jadranskem morju. Pripada Hrvaški.
Otoček leži v Narodnem parku Kornati med otočkoma Kasela in Lunga okoli 2 km južno od južnega dela Kornata. Površina otočka meri 0,091 km², njegova obala pa je dolga 1,46 km. Najvišji vrh je visok 35 mnm.